# Церква Успіння Пресвятої Богородиці (Шушківці)
Церква Успіння Пресвятої Богородиці в Шушківцях — культова споруда, православний парафіяльний храм (ПЦУ) у селі Шушківці Кременецького району Тернопільської области.
Оголошена пам'яткою архітектури місцевого значення (охоронний номер 1650).

## Історія церкви
Церква була збудована у 1911 році коштом жителів села Шушківці. Ця дерев'яна, п'ятикупольна будівля на кам'яному фундаменті була освячена на честь Успіння Пресвятої Богородиці.
У 1965 році радянська влада закрила церкву. Однак 18 грудня 1988 року храм було знову відкрито, і богослужіння проводяться там донині.
Щороку 2 серпня, на свято пророка Іллі, в селі відбувається відпуст і святкова Літургія.
До церкви належать три каплиці:
- Каплиця 1905 року
- Каплиця 2005 року (розташована на річці)
- Каплиця Матері Божої 2007 року

## Парохи
- Валеріан Волоцький (до 1924 року)
- Кошпровський (1924—1941)
- Олександр Дунаєвський (1941—1953)
- Михайло Сеницький (1953—1954)
- Грогорович Манзюк (1954—1957)
- Іван Бичковський (1957—1965)
- Олексій Філюк (з червня 2005)